# Білоконь Олена Олексіївна
Оле́на Олексі́ївна Білоко́нь (народилася 3 березня 1979 року в селі Коритня Монастирищенського району на Черкащині) — українська співачка, Заслужена артистка України.

## Життєпис
До 1983 проживала з батьками в селі Коритня Монастирищенського району на Черкащині. Після цього сім'я переїхала до села Ісківці Лубенського району Полтавської області.
У 1986 пішла до Ісківської школи. В 1988 році сім'я переїхала у Гребінківський район, село Ульянівку (зараз с. Почаївка).
Після закінчення школи у 1994 році Олена почала навчатися при студії хору імені Верьовки.
20 червня 1996 року закінчила повний курс навчання за фахом «Співачка» і почала працювати в Пісенно-танцювальному ансамблі «Полтава», Полтавської обласної філармонії, де пропрацювала 18 років.
27 травня 2005 року закінчила Київський геологорозвідувальний технікум за спеціальністю «Діловодство» і здобула кваліфікацію діловод-референт із знанням комп'ютера.
25 серпня 2008 року закінчила Міжрегіональну академію управління персоналом за фахом — політолог.
30 червня 2013 року закінчила навчання у Київському національному університеті культури і мистецтв за спеціальністю «Музичне мистецтво», та здобула кваліфікацію магістра музичного мистецтва.
До 6 березня 2020 року основний вид діяльності: керівник гуртка художньої самодіяльності Полтавської Державної Аграрної академії.
З березня 2020 по 2021 рік включно працювала директором центру культури і студентської творчості в Національному університеті «Полтавська політехніка імені Юрія Кондратюка».
З 01 лютого 2019 року по 12 серпня 2022 року солістка-вокалістка оркестру Національного президентського оркестру, місто Київ.

## Творчість
Починала співати дуетом з мамою. Після виступу на сцені Національного палацу мистецтв «Україна» на фольклорному святі творчий дует посів І місце.
Навчаючись у школі, була переможницею серед солістів-вокалістів на районних і обласних оглядах і конкурсах. Зайняла перше місце в конкурсі: «Таланти твої, Україно».
У 1997 році в числі найкращих вокалістів пісенно-танцювального ансамблю «Полтава» гастролювала у Варшаві, Раві Руській, Февізано.
У березні 2008 в Полтавському музично-драматичному театрі імені М. В. Гоголя відбувся перший творчий вечір «Від серця до серця», лейтмотивом якого стали слова: «Взяла пісні я з маминого серця, тепер їх людям роздаю».
2010 року артистка взяла участь в 3-му фестивалі української та польської культур — «Пирятин-Fest»
2011 рік — сольний концерт «Від серця до серця».
12 травня 2012 року взяла участь у ІІ- всеукраїнському фестивалі національної вишивки та костюмів «Цвіт вишиванки» у м. Тернопіль за запрошенням організаторів родини Ірини Потерейко (Недошитко)
08 липня 2012 року взяла участь у всеукраїнському фестивалі мистецтв «Україна — свята родина»
31 березня 2012 року взяла участь у телемарафоні української пісні «Пісня об'єднує нас». Трансляція відбувалася у 155-ти країнах світу
25 квітня 2012 року в місті Полтава у палаці дозвілля «Листопад» відбулася презентація першого аудіодиску «Від серця до серця». Виступ артистки супроводжувався живим звуком, акомпанементами якого були найкращі музиканти міста Києва. Вражали майстерністю танцю молодіжні танцювальні колективи « Фурор», « Світанок», балет пісенно-танцювальнального ансамблю «Полтава». Були представлені автори пісень М.Бойко, К.Вишинська, В.Сабельніков, Ю.Шевченко, Л.Сябро, Л.Вернигора, А.Вертиполох, М.Ларін, Л.Глинська, О.Марюхнич, Л.Таран, Г.Макайда, Н.Христенко, та автори музики до цих пісень Р.Білишко, Т.Садохіна, О.Павленко, А.Вертиполох, М.Ларін
30 червня 2014 роцу закінчила Київський національний університет культури і мистецтв та здобула другу вищу освіту за спеціальністю «Музичне мистецтво» та здобула кваліфікацію магістра музичного мистецтва. Також випустила альбом «Музика любові» та підтвердила сольним концертом в Палаці Дозвілля «Листопад».
Активно займається волонтерською діяльністю. Регулярно відвідує з концертами зону ООС/АТО та здійснює благодійні концерти в школах-інтернатах для дітей-сиріт та дітей позбавлених батьківського піклування, будинках-інтернатах для людей похилого віку, та благодійні концерти для збору коштів хворим дітям
17 серпня 2013 року бере участь у районному фестивалі народної творчості «Кручанські забави», с. Велика Круча, Полтавської області
2012 рік сольний концерт «Від серця до серця» (презентація аудіоальбому)
2013 рік сольний концерт «Моя душа співа пісні»
В 2014 році відбувся концерт «Моя земля» у супроводі Національного президентського оркестру України
2015 рік сольний концерт «Музика любові» (презентація аудіоальбому)
2016 рік сольний концерт «Осяяна любов'ю» (презентація аудіоальбому)
2017 рік сольний концерт «Пісенні крила долі»
2018 рік сольний концерт «Робіть добро» (презентація аудіоальбому)
2019 рік сольний концерт «Моя земля»
У 2020 році онлайн- концерт в рамках карантинних обмежень
В 2021 році сольний концерт «Для тебе»
У репертуарі має, зокрема, пісні про Україну, рідну хату, маму і тата, людське добро і щирість, калину, кохання.

## Вокальна студія
5 вересня 2015 року відкрила вокальну студію «Театр народної пісні» у м. Полтава
Ідея створення дитячої вокальної студії «Театр народної пісні» належить Олені. Вірніше, це більш чим ідея. Це втілення давньої мрії, яка з'явилась у неї ще на початку професійної діяльності на сцені Полтавської обласної філармонії. Уже будучи відомою на Полтавщині, Олену часто запрошували до складу журі на різних дитячих пісенних конкурсах. Можливо, це і дало поштовх підтримати талановитих дітей, яких так багато в Полтаві, а саме створити свою власну студію.
В приміщенні ТРЦ «Київ» відбулася презентація вокальної студії. Це подія була хвилююча не тільки для артистки, а і для перших її учнів. На початок їх ще не так багато — 12….3 хлопчини і 9 дівчаток.

## Відзнаки
- 14 вересня 2009 року Указом Президента України Білоконь Олені Олексіївні присвоєне почесне звання «Заслужена артистка України». 15 вересня в Національному палаці мистецтв «Україна» на заключному етапі Фестивалю мистецтв «Слава роду Полтавського» отримала нагрудний знак та посвідчення
- Жовтень, 2009 рік Грамота за значний особистий внесок у розвиток культури району, високу професійну майстерність, підписана начальником відділу культури і туризму Гребінківської районної державної адміністрації Бутенко Н. В.
- 2011 рік Грамота Полтавської обласної ради за значний особистий внесок у розвиток і популяризацію національного музичного мистецтва та активну участь у Всеукраїнській культурно-мистецькій акції «Майстри мистецтва України- трудівникам села», підписана головою обласної ради  І. М. Момотом
- 2013 рік Подяка за високу виконавську майстерність, популяризацію кращих зразків музичного та вокального мистецтва, активну концертну діяльність від голови Тетіївської районної державної адміністрації Н. І. Троянської
- Подяка за відданість своїй справі, велику творчу роботу по розвитку аматорського мистецтва Полтавською обласною ГО «Твій Шанс» на фестивалі «Зірковий час»
- 2013 рік Нагороджена пам'ятною  медаллю «За благодійну діяльність», видана Н. І. Троянською
- 2014 рік Подяка за високий художній рівень виконання, значну роботу по збереженню та розвитку світової сучасної правословної хорової музики, підписана митрополитом Полтавським
- 09 січня 2015 рік Грамота від митрополиту Полтавського і Миргородського
- Жовтень 2015 рік Диплом за участь у фестивалі духовної музики «Небесні перевесла»
- У 2015 р. Олена Білоконь отримала  Диплом та премію імені С. А. Ковпака, за патріотичну пісню «Батальйон небайдужих»
- 14 лютого 2015 рік  Подяка за сприяння в організації культурологічного забезпечення службової діяльності військовослужбовців призваних за мобілізацією, підписана командиром військової частини польова пошта В 0213 І. О. Міцюком
- 02 травня 2016 рік Подяка за участь у Полтавському обласному Великодньому Фестивалі  «Свято паски»
- 14 квітня 2016 року Грамота за активну підтримку військовослужбовців бригади, патріотизм, та високу співочу майстерність, підписана командиром 92-ї окремої бригади полковником  В. Н. Ніколюк
- 29 червня 2016 року Подяка за благодійний концерт у м. Вільнюс, підписана головою громади українців м. Вільнюс Наталієб Шервитене
- 2016 рік Подяка Гребінківської районної Всеукраїнської громадської організації «Союз Чорнобиль України» за значний внесок у справу відродження національних традицій України, збереження і примноження духовних скарбів, активну громадську позицію, патріотизм та надання благодійної допомоги, підписана головою ГРВГО «Союз Чорнобиль України» Петренком М. П.
- 17 лютого 2016 р. Указом Президента України   від 17.02.2016 року № 54/2016  нагороджена відзнакою Президента України «За гуманітарну участь в антитерористичній операції»
- 05 травня 2016 року Грамота за активну громадську позицію та організацію концерту для особового складу військової частини- польова пошта В200, підписана командиром частини полковником Є. В. Добриніним
- Червень, 2016 рік Почесна грамота Полтавської обласної державної адміністрації за вагомий особистий внесок у розвиток національної кудьтури і мистецтва, активну творчу діяльність та з нагоди Дня Конституції України
- 23 червня 2016 року Почесна грамота за активну громадську діяльність, особистий вагомий внесок у розвиток дружби і співробітництва між працівниками правоохоронних органів країн світу, підписану президентом УС МПА, радником МВС України генералом внутрішньої служби України А. В. Василишиним
- 27 жовтня 2016 Нагрудний знак «Почесна відзнака української секції міжнародної поліцейської асоціації» (№ 0346)
- 2016 рік Подяка Міністерства культури України Благодійного фонду «Україна єднає світ», за плідну, самовіддану працю, вагомий внесок в розвиток культури суспільства та естетичне виховання молоді, підписана директором Міжнародного Фестивалю- конкурсу «Україна єднає світ» Л. Ощаповською
- 2016 рік Подяка за презентацію мистецьких здобутків в м. Києві в день 25 річчя Незалежності України від управління культури Полтавської області, підписана В. В. Вождаєнко
- 2016 рік Подяка за високу педагогічну майстерність від фестивального центру «Borzenko Records», на Всеукраїнському фестивалі «Мелодії над Ворсклою»
- 13 лютого 2017 року Подяка за високу творчу майстерність, вагомий внесок у справу військово-патріотичного виховання молоді та військовослужбовців Збройних Сил України від командира військової частини А1671 підполковника О. О. Нагорнюка
- 13 лютого 2017 року Грамота за організацію благодійного концерту та моральну підтримку бійців учасників АТО, підписана командиром частини А1446 О. В. Кльоновим
- У 2017 р. премію Володимира Малика за альбом «Осяяна любов'ю»
- 21 лютого 2017 року Диплом лауреата літературно-мистецької премії ім. Володимира Малика в номінації «Мистецтво і монументальна скульптура» за високу майстерність та популяризацію музично-пісенного мистецтва, збагачення духовної спадщини українського народу і його культурних традицій для прийдешніх поколінь
- 21 лютого 2017 року Нагрудний знак  «Гребінківській районній організації ветеранів  30 років»
- 28 лютого 2017 року Грамота Київської районної ради в м. Полтава за сумлінну твору працю, свідому громадську позицію, підписана Головою Київської районної ради в м. Полтава С. Синягівським
- 26 травня 2017 рік Пам'ятна Медаль « За благодійну діяльність», благодійного фонду «Спілка матерів миру», підписано головою спілки В. І. Швед
- 20 липня 2017 р. — нагороджена медаллю « ЗА ЖЕРТОВНІСТЬ І ЛЮБОВ ДО УКРАЇНИ» — нагорода (указ патріарха 19440) Української Православної Церкви Київського патріархату за підписом патріарха Київського і всієї Руси-України ФІЛАРЕТА
- 24 серпня  2017 рік- нагороджена медаллю " Лауреат конкурсу «Українська мова-мова єднання», підписана Ю. А. Работін
- 2017 рік Подяка за розуміння потреб та активну участь у наданні всебічної допомоги Збройним Силам України, захисту Суверенітету, територіальної цілісності України та підтриманні високого патріотичного настрою у особового складу, підписана командиром частини польова пошта В0113 майором Р. Ф. Медведчуком
- 03 жовтня 2017 року Подяка за активну життєву позицію, небайдужість, добрі вчинки та надану благодійну допомогу від організації культурологічного забезпечення особового складу оперативно-тактичного угрупування «Луганськ» в ході проведення Антитерористичної операції на території Донецької і Луганської областей підписану генерал- майором О. М. Мікацем
- 26 жовтня 2017 рік Почесний знак української секції міжнародної поліцейської асоціації «20 років УС МПА», підписана президентом УС МПА Василишиним А. В.
- 10 листопада 2017 року — нагороджена орденом Золота зірка «За заслуги» від громадської організації «Спілка учасників АТО і захисників вітчизни» м. Рівне та Рівненської області- «Горинь»
- 2017 рік- Подяка за особистий внесок у піднятті бойового духу, за душевну підтримку та патріотизм, за тепле виконання українських сучасних і народних пісень, неймовірну енергетику, яка надихає на захист та любов до України, підписана головою правління ГО « Спілка учасників АТО і захисників вітчизни» м. Рівне та Рівненської області- «Горинь» А. В. Берташем
- 2017 рік Подяка за участь в проведенні ХІІ Всеукраїнській акції «Серце до серця», за розвиток благодійності в Україні, підписано головою правління ВБФ «Серце до серця» Іщук Богдан
- 2017 рік Подяка за особистий вклад у розвиток національно-  патріотичного покоління від Рівненського навчально-виховного комплексу № 1 Рівненської міської ради, підписана директором Г. В. Патій
- 2017 рік Подяка за стійку громадську позицію та активну участь у громадському житті Комунального закладу "Рівненський обласний госпіталь ветеранів війни Рівненської обласної ради, підписану начальником А. І. Бурачиком
- 2017 рік Грамота за організацію благодійного концерту та моральну підтримку бійців учасників АТО, які знаходяться на лікуванні та реабілітації у Рівненському військовому госпіталі, підписану командиром військової частини А1446 полковником О. В. Кльоновим
- 2017 рік Подяка за вагомий внесок в загальнодержавну справу- захисту Вітчизни- України, підписану ТВО Командира військової частини — польова пошта В2731 М. В. Драпієм
- 2017 рік Грамота за вагомий внесок в розвиток «Української культури» на міжнародному телевізійному фестивалі родини Май «Мамина сорочка»
- 2017 рік Подяка за високу національно-свідому громадську позицію, активну волонтерську допомогу та цінний внесок у стабілізацію безпеки української армії, підписана головою ГО  «Волонтерська група Тетіїв» М. Й. Черченко, головою ГО «Захисники Тетіївщини» та Ветерани та учасники АТО О. М. Задорожній, підписана Г, М. Рогальов
- 2017 рік Подяка за участь у 12-му фестивалі пісні «Мелодія долі», присвяченому творчості Заслуженого працівника культури України Бориса Ждана
- 2018 рік Диплом за участь у всеукраїнському пісенному фестивалі «Пісня єднає Україну»
- 24 серпня 2018 року нагороджена почесною відзнакою «Лауреат ХІХ загальнонаціонального конкурсу „Українська мова- мова єднання“» за творчий проєкт «Робіть добро»
- 19 жовтня 2018 року Подяка за вагомий внесок у благодійність  та підтримку Всеукраїнського благодійного фонду «Help Group»
- Жовтень, 2019 рік Грамота Полтавської обласної організації ветеранів за активну громадську діяльність, співпрацю з ветеранськими організаціями області, підписано  головою ради ПООВ В. Теслею
- 03 березня 2019 року Почесний знак української секції міжнародної поліцейської асоціації «За вірність справі»
- 28 березня 2019 рік Подяка за значний особистий внесок в розвиток культури Полтавщини, творчу підтримку та співпрацю з Народним аматорським колективом хору ветеранів війни, праці, та Збройних Сил України «Осінні барви», підписана В. Колос, В. Тимошенко
- 08 червня 2019 рік Подяка за активну участь і особистий внесок у проведенні  «Літературної толоки» присвяченої збереженню історичних та архітектурних пам'яток Хорольщини
- 22 грудня 2020 року Подяка за вагомий внесок у розвиток вищої освіти, ініціативність та наполегливість, високий професіоналізм та з нагоди 90 річчя з дня заснування Національного університету «Полтавська політехніка імені Юрія Кондратюка».
- 02 лютого 2021 р. — нагороджена медаллю «За служіння мистецтву» (№ 674) Всеукраїнським об'єднанням «Країна»
- 06 лютого 2021 рік  Подяка за високу педагогічну майстерність та значний вклад у виховання підростаючого покоління на міжнародному фестивалі –конкурсі талантів «Дніпро-Фест»
- Диплом фестивалю «Кручанські забави» за високий художній рівень виконавської майстерності, творчу діяльність з розвитку та популяризації мистецтва, підписаний міським головою Андрієм Сімоновим
- 2021 рік- Диплом за участь у мистецькому фестивалі «Воронуха- Фест» та великий вклад у розвиток культурного життя громади, підписана Слободенюком О. А
- вересень 2021 р.- нагороджена почесною грамотою та орденом «Гордість нації» (№ 171), підписана Леонідом Кравчуком
- 02 червня 2022- подяка  за активну творчу діяльність, високий професіоналізм, музичну майстерність, патріотичну спрямованість на підтримання висисокого морально-психологічного стану та бойового настрою військовослужбовців1129 зенітного ракетного полку, підписану ТВО  командира полку підполковником Іваном Дубеєм
- 18 липня- подяка за благодійні заходи, підписана командиром військової частини капітаном Артемом Чмихало
- 19 липня 2022- грамота за тверду життєву позицію безмежну любов до України, за проведення благодійних заходів підписана підполковником Сергієм Лукашем
- 19 липня 2022 - подяка за високий патріотизм, підтримання бойового духу захисників, підписана командиром ВЧ Олександром Корнетою
- 17 серпня 2022 - подяка за значний особистий внесок у розвиток та популяризацію української музичної культури підписана міським головою міста Тячів Іваном Ковачем
- 28 серпня 2022- за творчий концерт наданий військовослужбовцям, який спонукав підвищенню морально-психологічного стану особового складу, підписана командиром військової частини А2600 підполковником. С. Вовком
- 01 вересня 2022-  подяка за творчість, за підтримку ЗСУ, за любов до України підписана начальником відділу культури, туризму, молоді та спорту Рава-Руської міської ради
- 08 вересня 2022- диплом лауреата інтернет-фестивалю авторської пісні та поезії «Цвіте барвінок, ряст цвіте» в номінації композиторська та виконавська майстерність підписаний вд БФ «Авторська пісня» Анатолієм Яровим
- 15 вересня подяка за особистий внесок у збереженні суверенітету України, зміцнення держави та наближення перемоги, підписана начальником відділу Ярославом Гавюком
- 6 жовтня 2022- почесна грамота за внесок для досягнення перемоги, активну громадську позицію, підписана командиром частини А7377 полковником Ігорем Чернієнко
- 11 листопада 2022- нагороджена почесною грамотою та орденом Святої Княгині Ольги за жертовну любов та віддану працю, підписана митрополитом Київським і всієї України
- 17 листопада 2022- подяка за сприяння та співпрацю в наданні допомоги військовій частині, підписана командиром ВЧ полковником Олегом Чернецьким
- 19 листопада 2022- подяка за патріотизм, творчий внесок у покращенні культурного забезпечення військовослужбовців, підписана командиром військової частини Євгеном Булациком
- 20 листопада 2022- подяка за підтримку ЗСУ, підписана командиром військової частини підполковником Ігорем Гузійовим
- 21 листопада 2022- подяка за активну громадську позицію, вагомий внесок у розвиток української культури, та підтримку бойового духу захисників і захисниць України
- 12 грудня 2022- подяка за активну громадську позицію, вагомий внесок у розвиток української культури, за благодійний тур, підписана міським головою м. Кам’янець- Подільський Михайлом Посітко
- 13 грудня 2022- подяка за проведення благодійних заходів, підписана командиром частини Василем Буряком.
- 15 грудня 2022- подяка за вагомі професійні та творчі досягнення, за значний внесок в культурно-естетичне, патріотичне  виховання, підписана директором гарнізонного будинку офіцерів О. Поповим
- 2022- подяка за професіоналізм, за високий патріотизм від міського голови міста Шепетівка Віталія Бузиля
- 2022- подяка за активну життєву позицію, та підтримку ЗСУ, підписана селищним головою Смотрицької селищної ради Ігорем Ялохою.
- 28 січня 2023 – подяка за проведення благодійних заходів підписана сільським головою Гладковицької сільської ради Миколою Буховцем
- 10 лютого 2023- подяка за збереження української народної традиції, популяризацію української пісні, благодійну та волонтерську діяльність у Ямпільській територіальній громаді на підтримку наших захисників, підписана міським головою Сергієм Гаджуком.
- 4 березня 2023- подяка за вагомий внесок у розвиток національного пісенного  мистецтва, вірність національній ідеї, підтримку ЗСУ, підписана міським головою м. Тульчин Валерієм Весняним
- 30 березня 2023- подяка за співпрацю та вагомий внесок у патріотичне виховання, глибоке розуміння громадського обов’язку та підтримку особового складу підписана командиром частини полковником А. Гордієнко (м.Гайсин)
- 20 квітня 2023- подяка за допомогу Збройним Силам  України, за популяризацію української пісні підписана головою Чоповицької селищної ради Михайлом Філоненко
- 25 квітня 2023- подяка за вклад в обороноздатність, за культурно- просвітницьку діяльність підписана підполковником О. Вербило.
- 24 серпня 2023- подяка за професіоналізм та особистий внесок у підняття патріотичного духу підписана Овруцьким міським головою Іваном Корудом
- 11 вересня 2023- подяка за благодійні заходи на підтримку ЗСУ, підписана старостою Озерського Старостинського округу Наталією Синяговською
- 10 вересня 2023- подяка за вагомий особистий внесок у відродженні національної культури, духовний розвиток України підписана Олександром Ільченком, Баришівська ТГ
- 10 вересня 2023 – подяка за вагомий особистий внесок у збереження національних традицій і духовності, популяризацію української пісні, та народної творчості, високу професійну майстерність, підписана начальником відділу культури та туризму Баришівської селищної ради Людмилою Бабич
- 26 листопада 2023- грамота за сприяння підрозділу 3 спеціального прикордонного загону імені Героя України полковника Євгенія Пікуса, підписана підполковником Миколою Наголюком
- 2023- подяка за вагомий особистий внесок у збереження суверенітету України, зміцнення держави та наближення перемоги, підписана старостою Кучаківського старостинського округу Володимирем Дегтярем
- 2023- подяка за активну громадську, патріотичну позицію та підтримку ЗСУ, підписана Романом Трачуком, начальником відділу освіти, культури, спорту та туризму Вендичанської селищної ради
- 2023- подяка за популяризацію сучасної української пісні та культури, активну громадську позицію, вагомий особистий мистецький внесок у підтримку ЗСУ, підписана міським головою міста Малина Олександром Ситайло
- 2023- почесна грамота за активну громадську позицію, благодійність, талант, майстерність, за можливість доторкнутися до духовної спадщини української і світлої музичної культури, підписана селищним головою Немішаївської селищної територіальної громади Петром Перевозняком
- 2023- подяка за проведення благодійного концертного туру населеними пунктами Кролевецької міської територіальної громади на підтримку наших захисників і захисниць, підписана міським головою Віктором Лехманом
- 2023- подяка від Христинівської міської ради за звитяжну працю на творчій ниві Української Держави, вагомий особистий внесок, у збагачення української національної культури та розвиток мистецтва, підписано міським головою Миколою Наконечним
- 2023- подяка за вагомий особистий внесок у збереження суверенітету України, зміцнення держави та наближення перемоги, підписано директором Центру культури і мистецтв міста Бориспіль Іриною Дуденко
- 06 грудня 2023- подяка
- 17 грудня 2023- статуетка та почесна грамота учасниці проєкту "Україна понад усе" в номінації "Гордість країни-2023", підписана засновником "Millenium business club",  Л. С. Акименко
- 01 грудня 2024- отримала орден Святої Великомучениці Варвари

## Альбоми«Від серця до серця»— 20 пісень (2012)
1. Отча сторона (сл. М. Бойко, муз. О. Білоконь, Р. Білишко)
2. Найрідніше (сл. К. Вишинська, муз. Т. Садохіна)
3. За добро (сл. В. Сабельніков, муз. О. Павленко)
4. Свято Новорічне (сл. Ю. Шевченко, муз. Р. Білишко)
5. Зоря зійде (сл. М. Бойко, муз. О. Білоконь, Р. Білишко)
6. Мамині пісні (сл. Л. Сябро, муз. Т. Садохіна)
7. Кум Кирило (сл. Л. Вернигора, муз. Т. Садохіна)
8. Щебече донечка (сл. М. Бойко, муз. Т. Садохіна)
9. Гусоньки (сл. і муз. А. Вертиполох)
10. Подарую серце (сл. і муз. М. Ларін)
11. Покохай (сл. і муз. Т.Садохіна)
12. Ти люби мене (сл. Л. Сябро, муз. Т. Садохіна)
13. Дівчина-веселка (сл. Л. Глинська, муз. О. Павленко)
14. Ніч з тобою (сл. О. Марюхніч, муз. О. Павленко)
15. Ти мене відпусти (сл. Л. Таран, муз. О. Павленко)
16. Ми удвох (сл. Г. Макайда, муз. Т. Садохіна)
17. Тобі єдиному… (сл. Н. Христенко, муз. Т. Садохіна)
18. Ковток холодного вина (сл. Л. Таран, муз. О. Павленко)
19. Квітує Сад (сл. М. Бойко, муз. О. Білоконь, Р. Білишко)
20. Надія сонячна (сл. О. Марюхніч, муз. О. Павленко)

- «Музика любові» — 17 пісень (2014)

1. Вранішня молитва(сл. та муз. В. Шевченко)
2. Дарую, Вам, пісню (сл. Н. Третяк, муз. О. Білоконь, Р. Білишко)
3. Матері (сл. та муз. О. Житинський)
4. Тату (сл. та муз. Л. Глинська)
5. Сотник (сл. В. Слєпцов, муз. О. Білоконь)
6. Ота стежина (сл. О. Печора, муз. В. Охріменко)
7. У перетику ходила (сл. Т. Шевченко, муз. П. Процька)
8. Жінка легенда (сл. та муз. В. Шевченко)
9. Козаче (сл. В. Слєпцов, муз. О. Білоконь)
10. Афганістан (сл. В. Вертій, муз. А. Одаренко)
11. Подруженька (сл. М. Бойко, муз. О. Білоконь)
12. Крок (сл. В. Сабельников, муз. О. Павленко)
13. Ясенове (сл. В. Слепцов, муз. Р. Білишко)
14. Хмільне причастя (сл. В. Слепцов, муз. О. Білоконь)
15. Піднімемо разом неньку — Україну (сл. О. Печора, А. Супрун, муз. А. Супрун)
16. Ковток холодного вина (сл. Л. Таран, муз. О. Павленко)
17. Отча сторона (сл. М. Бойко, муз. О. Білоконь, Р. Білишко)

- «Осяяна любов'ю» — 19 пісень (2016)

1. Музика любові (муз. Б. С. Стегній, сл. Н. П. Третяк)
2. Моя ікона (муз. В. І. Шевченко, сл. В. І. Шевченко)
3. Батальйон небайдужих (муз. Р. Г. Білишко, О. О. Білоконь, сл. М. В. Бойко)
4. Мій герой (муз. О. О. Білоконь, А. В. Пиляй, сл. В. М. Сабельников)
5. Козак молодий (муз. В. І. Шевченко, сл. В. І. Шевченко)
6. Українські козаки (муз. В. І. Шевченко, сл. В. І. Шевченко)
7. Хмарка (муз. Українська народна, сл. Українська народна)
8. Присвята Кириченко (муз. О. О. Білоконь, сл. Н. П. Третяк)
9. Щастя нам українці (муз. В. І. Шевченко, сл. В. І. Шевченко)
10. Над Симоненком лебеді летять (муз. О. М. Житинський, сл. Н. М. Баклай)
11. Моя земля (муз. О. О. Білоконь, Р. Г. Білишко, сл. М.Шевчук-Можиловська)
12. Не залишай (муз. Л. В. Галич, сл. Л. В. Галич)
13. Зійшло сонце раннє (муз. О. О. Білоконь, сл. М.Шевчук-Можиловська)
14. Сон (муз. О. Л. Павленко, сл. С. В. Кравченко)
15. Так знай (муз. О. Л. Павленко, сл. С. В. Кравченко)
16. Крила долі (муз. В. І. Шевченко, сл. В. І. Шевченко))
17. Дай руку (муз. О. Л. Павленко, сл. Ю. А. Глущенко, В. М. Сабельников)
18. Ковток вина (ремікс) (муз. О. Л. Павленко, сл. Л. А. Таран)
19. Моя Родина (муз. Р. Г. Білишко, О. О. Білоконь, сл. Ю. Г. Шевченко, В. М. Сабельников)

- «Робіть добро» — 18 пісень (2019)

1. Батальйон небайдужих
2. Величальна хлібові
3. Дорогі мої батьки
4. З тобою ми зустрілись
5. Ковток вина
6. Козаче
7. Крила долі
8. Ой кум, кума
9. Ой, Василю
10. Ой, піду я в сад гулять
11. Отча сторона
12. Робіть добро
13. Рушник
14. Свіча
15. Стояли хлопці
16. Танцюй, народ
17. Хочу мати чоловіка
18. Щастя нам, українці

- «Зачарована» — 18 пісень (2022)

1. Друзі 00:02 (Слова Зої Журавки, музика Олени Білоконь)
2. Журавлі 03:27 (Слова Зої Журавки, музика Олени Білоконь)
3. Сини мої 07:24 (Слова Зої Журавки, музика Олени Білоконь)
4. Моє рідне село 10:40 (Слова Зої Журавки, музика Олени Білоконь)
5. Полин 14:00 (Слова Зої Журавки, музика Олени Білоконь)
6. Серце без кохання 18:02 (Слова Зої Журавки, музика Олени Білоконь)
7. Зоряні стежини 21:31 (Слова Ніни Діденко, музика Юрій Задорожній)
8. Джерело 25:45 (Слова Ніни Діденко, музика Олени Білоконь)
9. Щасливого Різдва 28:54 (Слова Ніни Діденко, музика Олени Білоконь)
10. Зачарована 32:50 (Слова Ніни Діденко, музика Олени Білоконь, Руслан Білишко)
11. Присвята матері 36:13 (Слова Зої Журавки, музика Олени Білоконь)
12. Вимолю 39:48 (Слова Зої Журавки, музика Олени Білоконь)
13. Зацілуй 43:28 (Слова Зої Журавки, музика Олени Білоконь)
14. Без тебе 47:23 (Слова та музика Валентини Шевченко)
15. Для тебе 51:07 (Слова та музика Валентини Шевченко)
16. Її імення мати 54:29 (Слова та музика Валентини Шевченко)
17. Чашка кави 57:48 (Слова Зої Журавки, музика Олени Білоконь)
18. Мова моя 01:01:41 (слова Володимира Слєпцова, музика Олени Білоконь)

## Відеокліпи
- Дві матері(2010 рік)
- Найрідніше(2010 рік)
- Дівчина весна (2011 рік)
- Мамині пісні(2011 рік)
- Бузина (2012 рік)
- Козаче
- Отча сторона
- Будемо разом
- Джерело
- Полин
- Без тебе
- Зоряні стежини
- Присвята матері
- Зацілуй

## Родина
Діти: донька Леся (2008 р.н) Діти:  син Артем (2013р.н)